# Clarke University

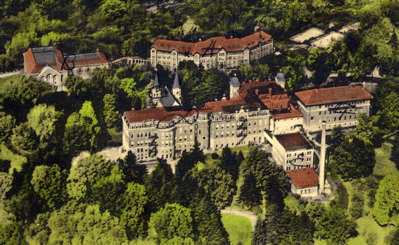
Clarke College (1984; Postkarte)

Die Clarke University ist eine 1843 gegründete US-amerikanische katholische Privatuniversität in Dubuque, Iowa.

## Geschichte
1928 entstand das Clarke College und 2010 die heutige Clarke University. Vorläufer war die 1843 durch Schwester Mary Frances Clarke von der Ordensgemeinschaft der Schwestern der Nächstenliebe gegründete St. Mary’s Female Academy, ab 1881 Mount St. Joseph Academy and College.
Bekannte Professorin war Schwester Mary Kenneth Keller, die in den 1960er Jahren an der Entwicklung der Programmiersprache BASIC mitwirkte und höchstwahrscheinlich als erste Frau in den USA einen Doktortitel in Informatik erworben hat und später den Lehrstuhl für Informatik an der Clarke University aufgebaut hat. George R. R. Martin, Autor der Fernsehserie Game of Thrones, war in den 1970er Jahren Professor für Journalismus an der Universität.

## Studienangebot
Die Clarke University bietet mit Stand 2021 im Bachelorstudium eine Auswahl aus 26 Hauptfächern (major) und 25 Nebenfächern (minor). Es gibt 6 Graduiertenprogramme: 4 Masterstudiengänge, nämlich Sportausbildung (athletic training), Pädagogik (Education), Betriebswirtschaftslehre (business administration) und Sozialarbeit (social work), sowie 2 Doktorandenangebote, nämlich Krankenpflege (nursing practice) und Physiotherapie (physical therapy). Außerdem gibt es ein Erwachsenenbildungsprogramm, insbesondere für Berufstätige. Bekannt sind die Ausbildungen in Pflegewissenschaften.

## Zahlen zu den Studierenden
Von den 855 Studierenden im Herbst 2020 strebten 659 ihren ersten Studienabschluss an, sie waren also undergraduates. Davon waren 51 % weiblich und 49 % männlich. 196 arbeiteten auf einen weiteren Abschluss hin, sie waren postgraduates.
2013 waren an der Universität 1.191 Studierende eingeschrieben.